# Pierre Aylagas
Pierre Aylagas (Perpinyà, 24 de juliol de 1942) és un polític francès i nord-català, diputat a l'Assemblea Nacional Francesa.

## Biografia
Va treballar com a professor de matemàtiques de 1963 a 2000, però ha estat més conegut com a assessor tècnic de rugbi de 1976 à 2000 i antic jugador i després entrenador de l'Étoile Sportive Catalane d'Argelers. També ha estat entrenador de la selecció del Rosselló i posteriorment de l'equip universitar ide França, campió del món el 2000.
Políticament és conseller general des de 1998 i alcalde d'Argelers des de 2001. A les eleccions municipals de 2008 la seva llista va obtenir el 69% dels vots en la primera volta. Es va presentar a les eleccions legislatives franceses de 2007 per la quarta circumscripció dels Pirineus Orientals superant al candidat oficial del Partit Socialista, Olivier Ferrand, en la primera volta amb el 17,92% dels vots vàlids i en la segona volta amb el 49,75%. Novament fou candidat en els eleccions de 2012 i aconseguí imposar-se en la segona volta a la diputada sortint Jacqueline Irles, obtenint el 35,98% dels sufragis. En aquesta legislatura forma part de la comissió d'afers socials.
Pierre Aylagas fou un dels 500 electes que apadrinaren la candidatura de Ségolène Royal a les eleccions presidencials de 2007.

## Mandats
- de 1998 a 2012 : conseller general dels Pirineus Orientals (cantó d'Argelers)[2]
- 2001-2016 : alcalde d'Argelers
- 2001-2006 : president de la comunitat de comunes de les Alberes (8 comunes)
- des de 2007 : president de la comunitat de comunes de les Alberes i de la Costa Vermella (12 comunes), sorgida de la fusió de la comunitat de comunes de la Costa Vermella i de la comunitat de comunes de les Alberes
- des de 2012 : diputat de la 4a circumscripció dels Pirineus Orientals

## Funcions
- President de la comissió de turisme al Consell General dels Pirineus Orientals[3]
- President del comitè departamental del turisme dels Pirineus Orientals
- President del centre de gestió dels Pirineus Orientals

## Condecoracions
- Cavaller de l'Orde de les Palmes Acadèmiques